# Eupithecia candidata
Eupithecia candidata là một loài bướm đêm trong họ Geometridae.